# España en los Juegos Olímpicos de Vancouver 2010
España estuvo representada en los Juegos Olímpicos de Vancouver 2010 por un total de 18 deportistas (10 hombres y 8 mujeres) que participaron en 7 deportes (40 competiciones en total). La abanderada en la ceremonia de apertura fue la catalana Queralt Castellet (snowboard) y en la ceremonia de clausura, la biatleta Laura Orgué Vila.
Responsable del equipo olímpico fue el Comité Olímpico Español (COE), así como las dos federaciones nacionales representantes de los deportes con participación: la Federación Española de Deportes de Hielo y la Real Federación Española de Deportes de Invierno.
Entre los deportista, fue destacable la presencia de las esquiadoras María José Rienda y Carolina Ruiz Castillo. La primera, olímpica por quinta vez consecutiva, sólo participó en su especialidad, el eslalon gigante, debido a las lesiones que sufrió con anterioridad y que no le permitieron prepararse adecuadamente. El joven patinador Javier Fernández, que mejoró considerablemente su técnica en los últimos años y sorprendió con un octavo puesto en el Campeonato Europeo celebrado en Tallin en el mismo año, se presentó como una baza para conseguir un buen resultado: cuarto en la final. Por otra parte, la catalana Queralt Castellet, que participó en la modalidad de snowboard conocida como halfpipe, lo hizo en las clasificatorias con un programa al nivel de las favoritas. La posibilidad de luchar por una medalla se vio truncada al sufrir un accidente en uno de los entrenamientos antes de la final, a la que se había clasificado con la tercera mejor nota.

## Participantes por deporte
De los 15 deportes que el COI reconoce en los Juegos Olímpicos de invierno, se contó con representación española en 7 deportes (en bobsleigh, curling, combinado nórdico, hockey sobre hielo, luge, patinaje de velocidad, patinaje de velocidad sobre pista corta y saltos en esquí no se obtuvo la clasificación).
| N.º | Deporte            | H  | M | T  |
| 1   | Biatlón            | –  | 1 | 1  |
| 2   | Esquí acrobático   | –  | 1 | 1  |
| 3   | Esquí alpino       | 2  | 3 | 5  |
| 4   | Esquí de fondo     | 3  | 1 | 4  |
| 5   | Patinaje artístico | 1  | 1 | 2  |
| 6   | Skeleton           | 1  | – | 1  |
| 7   | Snowboard          | 3  | 1 | 4  |
|     | TOTAL              | 10 | 8 | 18 |

## Deportistas
En el listado siguiente se enumeran alfabéticamente los atletas que componen el equipo olímpico español por deportes, las competiciones en las que participarán y su resultado. El listado fue dado a conocer por el COE el 28 de enero de 2010.
| Nombre                          | Competición           | Fecha         | Marca            | Puesto |
| ------------------------------- | --------------------- | ------------- | ---------------- | ------ |
| Biatlón                         |                       |               |                  |        |
| Victoria Padial Hernández       | 7,5 km velocidad      | 13 de febrero | 24:55,5          | 87     |
| Victoria Padial Hernández       | 15 km individual      | 18 de febrero | 56:41,8          | 86     |
| Esquí acrobático                |                       |               |                  |        |
| Rocío Carla Delgado Gómez       | Campo a través        | 23 de febrero | 1:22,67          | 31     |
| Esquí alpino                    |                       |               |                  |        |
| Paul de la Cuesta Esnal         | Descenso              | 15 de febrero | 1:59,84          | 51     |
| Paul de la Cuesta Esnal         | Supergigante          | 19 de febrero | 1:34,03          | 35     |
| Paul de la Cuesta Esnal         | Eslalon gigante       | 23 de febrero | 2:43,22          | 32     |
| Andrea Jardí Cuadrado           | Supergigante          | 20 de febrero | –                | NF     |
| Andrea Jardí Cuadrado           | Eslalon gigante       | 24 de febrero | –                | NF     |
| María José Rienda Contreras     | Eslalon gigante       | 24 de febrero | 2:37,45          | 38     |
| Carolina Verónica Ruiz Castillo | Descenso              | 17 de febrero | 1:47,62          | 15     |
| Carolina Verónica Ruiz Castillo | Supergigante          | 20 de febrero | 1:23,05          | 18     |
| Carolina Verónica Ruiz Castillo | Eslalon gigante       | 24 de febrero | 2:35,07          | 34     |
| Ferrán Terra Navarro            | Descenso              | 15 de febrero | 1:58,85          | 44     |
| Ferrán Terra Navarro            | Supergigante          | 19 de febrero | 1:32,75          | 27     |
| Ferrán Terra Navarro            | Supercombinada        | 21 de febrero | –                | NF     |
| Esquí de fondo                  |                       |               |                  |        |
| Javier Gutiérrez Cuevas         | Individual 15 km      | 15 de febrero | 37:55,7          | 69     |
| Javier Gutiérrez Cuevas         | Persecución 30 km     | 20 de febrero | 1:22:20,4        | 40     |
| Javier Gutiérrez Cuevas         | Salida en grupo 50 km | 28 de febrero | –                | NF     |
| Laura Orgué Vila                | Individual 10 km      | 15 de febrero | 27:09,4          | 38     |
| Laura Orgué Vila                | Persecución 15 km     | 19 de febrero | 42:38,3          | 27     |
| Laura Orgué Vila                | Salida en grupo 30 km | 27 de febrero | 1:38:18,3        | 37     |
| Diego Ruiz Asín                 | Individual 15 km      | 15 de febrero | 37:31,8          | 65     |
| Diego Ruiz Asín                 | Salida en grupo 50 km | 28 de febrero | 2:17:49,8        | 44     |
| Vicenç Vilarrubla Solsona       | Individual 15 km      | 15 de febrero | 36:22,7          | 53     |
| Vicenç Vilarrubla Solsona       | Persecución 30 km     | 20 de febrero | 1:19:48,2        | 31     |
| Vicenç Vilarrubla Solsona       | Salida en grupo 50 km | 28 de febrero | 2:13:33,8        | 40     |
| Patinaje artístico              |                       |               |                  |        |
| Javier Fernández López          | Masculino             | 18 de febrero | 206,68 pts.      | 14     |
| Sonia Lafuente Martínez         | Femenino              | 23 de febrero | 133,51 pts.      | 22     |
| Skeleton                        |                       |               |                  |        |
| Ander Mirambell Viñas           | Individual            | 19 de febrero | 2:43,62          | 24     |
| Snowboard                       |                       |               |                  |        |
| Queralt Castellet Ibáñez        | Halfpipe              | 18 de febrero | Final            | NP     |
| Jordi Font Ferrer               | Campo a través        | 15 de febrero | Primera ronda    | NF     |
| Regino Hernández Martín         | Campo a través        | 15 de febrero | Octavos de final | 31     |
| Rubén Vergés Fruitos            | Halfpipe              | 17 de febrero | 19,5 pts.        | 31     |

- NP  – No participó
- NF  – No finalizó